# Lijst van Nederlandse staatssecretarissen van Financiën
Dit is een lijst van Nederlandse staatssecretarissen van Financiën.
| Kabinet                  | Periode    | Staatssecretaris             | Bijzonderheden                                                                             |
| ------------------------ | ---------- | ---------------------------- | ------------------------------------------------------------------------------------------ |
| kabinet-Drees-Van Schaik | 1948-1951  | -                            |                                                                                            |
| kabinet-Drees I          | 1951-1952  | -                            |                                                                                            |
| kabinet-Drees II         | 1952-1953  | -                            |                                                                                            |
| kabinet-Drees II         | 1953-1956  | Willem Hendrik van den Berge | Fiscale zaken                                                                              |
| kabinet-Drees III        | 1956-1958  | -                            |                                                                                            |
| kabinet-Beel II          | 1958-1959  | -                            |                                                                                            |
| kabinet-De Quay          | 1959-1963  | Willem Hendrik van den Berge | Fiscale zaken                                                                              |
| kabinet-Marijnen         | 1963-1965  | Willem Hendrik van den Berge | Fiscale zaken                                                                              |
| kabinet-Cals             | 1965-1966  | Willem Hoefnagels            | Fiscale zaken                                                                              |
| kabinet-Zijlstra         | 1966-1967  | -                            |                                                                                            |
| kabinet-De Jong          | 1967-1971  | Ferd Grapperhaus             | Fiscale zaken                                                                              |
| kabinet-Biesheuvel I     | 1971-1972  | Willem Scholten              | Fiscale zaken                                                                              |
| kabinet-Biesheuvel I     | 1971-1972  | Fons van der Stee            | Financiën lagere overheden                                                                 |
| kabinet-Biesheuvel II    | 1972-1973  | Willem Scholten              | Fiscale zaken                                                                              |
| kabinet-Biesheuvel II    | 1972-1973  | Fons van der Stee            | Financiën lagere overheden                                                                 |
| kabinet-Den Uyl          | 1973-1977  | Aar de Goede                 | Financiën lagere overheden en begrotingsaangelegenheden                                    |
| kabinet-Den Uyl          | 1973       | Fons van der Stee            | Fiscale zaken (afgetreden), werd minister van Landbouw                                     |
| kabinet-Den Uyl          | 1973-1977  | Martin van Rooijen           | Fiscale zaken                                                                              |
| kabinet-Van Agt I        | 1977-1980  | Ad Nooteboom                 | afgetreden                                                                                 |
| kabinet-Van Agt I        | 1980-1981  | Marius van Amelsvoort        |                                                                                            |
| kabinet-Van Agt II       | 1981-1982  | Hans Kombrink                |                                                                                            |
| kabinet-Van Agt III      | 1982       | -                            |                                                                                            |
| kabinet-Lubbers I        | 1982-1986  | Henk Koning                  |                                                                                            |
| kabinet-Lubbers II       | 1986-1989  | Henk Koning                  |                                                                                            |
| kabinet-Lubbers III      | 1989-1994  | Marius van Amelsvoort        |                                                                                            |
| kabinet-Kok I            | 1994-1998  | Willem Vermeend              |                                                                                            |
| kabinet-Kok II           | 1998-2000  | Willem Vermeend              | afgetreden, werd minister van Sociale Zaken                                                |
| kabinet-Kok II           | 2000-2002  | Wouter Bos                   |                                                                                            |
| kabinet-Balkenende I     | 2002-2003  | Steven van Eijck             |                                                                                            |
| kabinet-Balkenende II    | 2003-2006  | Joop Wijn                    |                                                                                            |
| kabinet-Balkenende III   | 2006-2007  | -                            |                                                                                            |
| kabinet-Balkenende IV    | 2007-2010  | Jan Kees de Jager            | werd minister van Financiën na aftreden Wouter Bos                                         |
| kabinet-Rutte I          | 2010-2012  | Frans Weekers                | Fiscale zaken onder andere                                                                 |
| kabinet-Rutte II         | 2012-2014  | Frans Weekers                | Fiscale zaken onder andere (afgetreden)                                                    |
| kabinet-Rutte II         | 2014-2017  | Eric Wiebes                  |                                                                                            |
| kabinet-Rutte III        | 2017-2019  | Menno Snel                   | afgetreden                                                                                 |
| kabinet-Rutte III        | 2020-2022  | Alexandra van Huffelen       | portefeuille Toeslagen en Douane                                                           |
| kabinet-Rutte III        | 2020-2022  | Hans Vijlbrief               | portefeuille Fiscale zaken, Holland Casino en Staatsloterij en Muntwezen                   |
| kabinet-Rutte IV         | 2022-2024  | Marnix van Rij               | Fiscaliteit en Belastingdienst                                                             |
| kabinet-Rutte IV         | 2022-2024  | Aukje de Vries               | Toeslagen en Douane                                                                        |
| kabinet-Schoof           | 2024       | Folkert Idsinga              | Fiscaliteit en Belastingdienst                                                             |
| kabinet-Schoof           | 2024-heden | Tjebbe van Oostenbruggen     | Fiscaliteit en Belastingdienst (2024), Fiscaliteit, Belastingdienst en Douane (2024-heden) |
| kabinet-Schoof           | 2024       | Nora Achahbar                | Toeslagen en Douane                                                                        |
| kabinet-Schoof           | 2024-heden | Sandra Palmen                | Herstel en Toeslagen                                                                       |

Binnenlandse Zaken en Koninkrijksrelaties · Buitenlandse Zaken · Defensie · Economische Zaken · Financiën · Justitie · Landbouw, Natuur en Voedselkwaliteit · Onderwijs, Cultuur en Wetenschap · Sociale Zaken en Werkgelegenheid · Verkeer en Waterstaat · Volksgezondheid, Welzijn en Sport

Staatssecretariaten op voormalige ministeries: Volkshuisvesting, Ruimtelijke Ordening en Milieubeheer